# Kayagŭm
Il kayagŭm (coreano: 가야금, hanja:  伽 倻 琴 ) o kayago (coreano: 가얏고, hanja: 伽 倻고) è uno strumento a corda tradizionale coreano appartenente alla famiglia delle cetre. La parola kaya si riferisce all’antico regno coreano, situato nella regione meridionale della penisola, mentre gŭm significa "cetra".

## Storia
L’origine esatta del kayagŭm è ancora ignota. Esistono diverse teorie e dibattiti che riguardano la sua genesi, ma non c’è nessuna certezza a causa della mancanza di materiale sufficiente. La parola kayagŭm appare per la prima volta nel trentaduesimo volume del Samguk sagi di Gim Busik, dedicato alla musica e ai riti. La risorsa storica riferisce che nel VI secolo il re Kasil di Kaya creò il kayagŭm ispirandosi al guzheng cinese, e ordinò al musicista di corte Urŭk di comporre delle canzoni per il nuovo strumento. Quando Kaya precipitò nel caos, Urŭk scappò portando con sé lo strumento e trovò rifugio nel vicino regno di Silla, alla corte del re Chinhŭng (540-576). I brani a lui attribuiti vennero trasmessi e riarrangiati dai suoi allievi per poi divenire parte del repertorio della musica di corte di Silla.
Nonostante la testimonianza del Samguk Sagi, la teoria del re Kasil come inventore del kayagŭm è poco credibile. Non esistono molte informazioni su di lui nelle documentazioni storiche - non si sa né di quale dei sei regni di Kaya fosse il re, né il periodo esatto del suo regno. Le risorse letterarie e i ritrovamenti archeologici indicano inoltre che già prima del VI secolo erano presenti, nella penisola coreana, degli strumenti a corda paragonabili al kayagŭm. In particolare, il riferimento più antico è registrato all'interno del Sanguozhi di Chen Shou, come riportato di seguito:
(Sanguozhi, Biografie dei Wuhuan, Xianbei, e Dongyi, volume 30 del Libro di Wei)
I due caratteri cinesi 瑟 e 筑 si riferiscono generalmente al se e allo zhu due antichi strumenti cinesi che sono pronunciati rispettivamente "sŭl" e "ch’uk" in lingua coreana.  Tuttavia, è più probabile che nel passaggio i caratteri cinesi rappresentino una parola generica per indicare le cetre. Il Sanguozhi testimonia quindi che sin dai tempi di Pyŏnjin esistevano già degli strumenti a corda, e impiega il nome di strumenti cinesi per descriverli perché probabilmente se ne ignorava il nome originale.                                                                                                                                                                                                                            La presenza di strumenti a forma di cetra nella penisola coreana è ulteriormente confermata dai reperti archeologici. In primo luogo, alcune delle statuine in argilla tipiche del regno di Silla (t’ou) mostrano persone che suonano strumenti a corda simili al kayagŭm. L’esempio più famoso è la giara di ceramica nota come T’oujangshik Changgyŏngho, oggi conservata al Museo Nazionale di Kyŏngju. Tra le statuine in argilla che la decorano, spicca la figura di una donna intenta a suonare uno strumento tradizionale coreano, la cui forma ricorda molto il moderno chŏngak kayagŭm. In secondo luogo, nel deposito Shōsō-in di Nara è conservata una cetra denominata "shiragi-goto" la quale presenta anch'essa una notevole somiglianza con il kayagŭm odierno. La parola "shiragi-goto" significa "cetra del regno di Silla" e suggerisce il paese e l'epoca di provenienza dello strumento. Probabilmente, alcuni degli antichi strumenti musicali coreani giunsero in Giappone nel 453, in occasione dei funerali dell'imperatore Ingyō, come testimoniato dal Nihon shoki, perciò ci potrebbe essere una connessione tra questo evento e lo strumento depositato nello Shōsōin. Si tratta in entrambi i casi di reperti legati alla storia di Silla antico, perciò è plausibile che risalgano a un'epoca precedente a quella del regno di re Kasil di Kaya. Bisogna infine ricordare che malgrado le somiglianze, tali reperti restano comunque dei precursori del kayagŭm moderno.
Anche se per diversi studiosi il kayagŭm è da considerarsi uno strumento indigeno, che si è evoluto negli anni a partire dagli antichi prototipi, vi sono anche diversi esperti che ne sostengono l'origine all'estero. Ad esempio, il giapponese Hayashi Kenzo ha affermato che il kayagŭm deriverebbe dall'introduzione degli strumenti cinesi nella penisola. Lo studioso Kim Yŏngun, analizzando l'antico strumento cinese "zhu" ha osservato, sulla base dei disegni presenti sul Sancai Tuhui, che esso deriverebbe dal valiha del Madagascar. Il valiha si sarebbe diffuso giungendo nel Sud-Est Asiatico ed entrando in contatto con le cetre tubolari tipiche di quest'area. Successivamente, lo strumento sarebbe stato introdotto in Cina diventando noto con il nome "zhu" per poi approdare nella penisola coreana dell'epoca di Pyŏnjin. Infine, Yi Yongsik ha ipotizzato che i discendenti del kayagŭm siano giunti dall’India, passando attraverso le vie della Seta marittime.

## Struttura e caratteristiche
Il kayagŭm è uno strumento a corde pizzicate, appartenente alla famiglia delle cetre semitubolari eterocordi che corrisponde al codice 312.22 secondo il metodo di classificazione Hornbostel-Sachs. Si tratta di una famiglia di strumenti musicali tipica dell’Asia Orientale che include il guzheng cinese, il koto giapponese, lo yatga mongolo, e il đàn tranh vietnamita. Fa parte di questo gruppo anche il kŏmungo, un altro strumento a corda coreano dalla struttura simile al kayagŭm. 
Il timbro dello strumento assomiglia a quello di una chitarra o di un’arpa, con un suono limpido, morbido, e delicato. Esso è di solito suonato stando seduti per terra con un’estremità sul pavimento e l’altra appoggiata sulle ginocchia. In alternativa, il musicista può suonare seduto su una sedia con il kayagŭm fissato a un supporto. 
Il pollice, l’indice e il dito medio della mano destra pizzicano o colpiscono le corde, la mano sinistra invece si occupa di modificare l’intonazione del suono o degli abbellimenti, chiamati nonghyŏn.
Nella musica tradizionale coreana (gugak) vi sono due tipi di kayagŭm con 12 corde che si distinguono per forma e misura differenti: il chŏngak kayagŭm e il sanjo kayagŭm. Il primo si usa nella musica di corte e aristocratica (p'ungnyu) ma anche in composizioni moderne, il secondo è impiegato nella musica sanjo e folcloristica, ed anche in esibizioni da solista. Negli ultimi secoli, sono stati sviluppati altri tipi di kayagŭm in base al numero di corde (12, 18, 25), al registro (acuto, intermedio, grave), e al materiale delle corde. Negli anni più recenti è anche stato sviluppato un tipo di kayagŭm elettronico.
Il chŏngak kayagŭm (noto anche come pŏpgŭm o p’ungnyu kayagŭm) è la cetra più antica all’interno della famiglia di kayagŭm. La cassa armonica è ricavata da un singolo blocco di legno di paulownia. La distanza tra una corda e l’altra è relativamente ampia grazie alla cassa di risonanza che è più grande rispetto al sanjo kayagŭm, in questo modo anche la diteggiatura non è altrettanto virtuosistica. Si utilizza per suonare brani a tempo moderato, o con passaggi meno complessi, come ad esempio Yŏngsanhoesang, Yŏmillak, Pohŏsa, Todŭri, e gli accompagnamenti di kagok. Le corde sono più spesse per cui il registro è più basso con un timbro più intenso. Una caratteristica distintiva del chŏngak kayagŭm è l’elemento a forma di T all’estremità della cassa armonica, denominato “yangidu” (corna di montone).

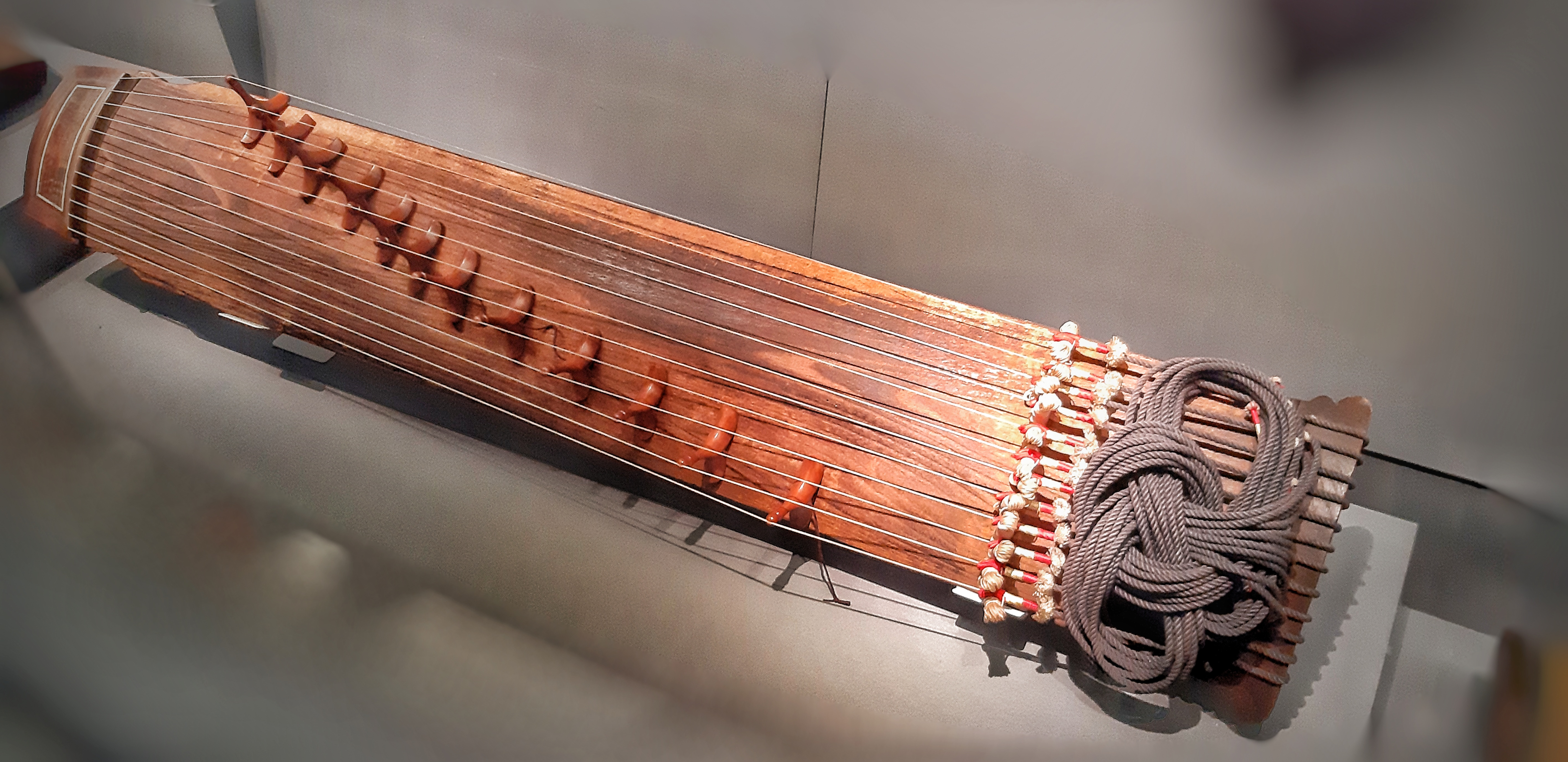
Sanjo kayagŭm conservato al National Gugak Museum di Seoul.

Il sanjo kayagŭm si è sviluppato durante il XIX secolo per essere usato nelle performance di musica sanjo, come suggerisce il nome. La struttura dello strumento è più piccola del chŏngak kayagŭm - e la distanza tra le corde è minore. Esse sono inoltre più sottili e producono un suono leggero e brillante. Per queste caratteristiche, il sanjo kayagŭm è indicato per essere suonato in pezzi più virtuosi con un ritmo maggiormente rapido. È costituito da due pannelli di legno: quello anteriore è in legno di pauwlonia, quello posteriore invece è solitamente costituito da materiale più duro, come il legno di castagno. Ciascuna parte del kayagŭm ha un nome specifico, in particolare gli elementi più caratteristici sono i seguenti:
- Lo hyŏnch'im è una parte di legno rialzata sull’estremità destra del kayagŭm; lungo di esso si appoggia la mano destra per suonare.
- Gli anjok (o kirŏgi pal) sono ponticelli “mobili” che per la forma ricordano le zampe di un’oca. Ognuna delle dodici corde del kayagŭm è sostenuta da questi ponticelli mobili, i quali servono a controllare e aggiustare l’intonazione. Essi dividono la corda in due parti: quella di destra coincide con l’area da pizzicare, quella di sinistra è la porzione in cui si possono eseguire con la mano sinistra varie tecniche di abbellimento del suono.
- Con il termine tolgwae si indicano i piccoli perni di legno a cui sono attaccate le corde, visibili nella tavola posteriore. Girandoli, si può regolare l’accordatura dello strumento.
- Il pudŭl è il gruppo di corde attorcigliate a forma di otto presenti sull’estremità sinistra della cetra. Quando si rompe una corda, si usano quelle che si trovano in questo punto per sostituirla.
- I fori di risonanza (ullim kumong) spuntano sulla tavola posteriore dello strumento - il chŏngak kayagŭm è caratterizzato da un unico ampio foro, il sanjo kayagŭm è invece costituito da due fori, uno a forma di sole e l’altro a forma di mezzaluna.[16]
- Le dodici corde (hyŏn) erano in origine fatte in filo di seta ma ora sono spesso fatte di materiale sintetico.[17]

## Tecnica

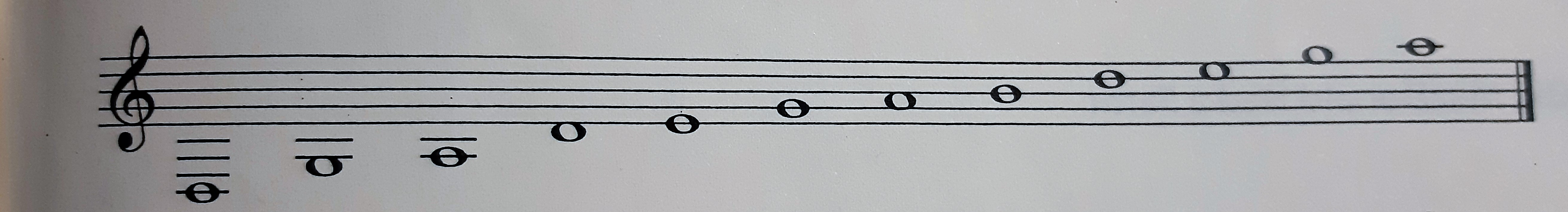
Sul pentagramma è rappresentata la nota di ciascuna corda del kayagŭm. Nell'ordine: re2, sol2, la2, re3, mi3, sol3, la3, si3, re4, mi4, sol4, la4. L'estensione è di due ottave e mezzo che comprendono il registro grave e intermedio.

Il kayagŭm deve avere l’estremità del pudŭl sul pavimento, l’altra è posizionata sulle ginocchia con hyŏnch'im e tolgwae alla destra di chi suona. Il tolgwae impedisce al kayagŭm di scivolare. La schiena è rilassata e dritta, mentre la mano destra è posizionata sullo hyŏnch’im.
La prima cosa da fare quando si suona il kayagŭm è accordare lo strumento. L'intonazione di una nota si può aggiustare spostando gli anjok  - avvicinandoli (in direzione dell'esecutore) il suono si alza, allontanandoli (dall'esecutore) il suono si abbassa. Le note delle dodici corde sono nell'ordine: re sol la re mi sol la si re mi sol la. Occupano due ottave e mezzo della tastiera del pianoforte e si estendono in gran parte nell'area grave e intermedia.
Nel kayagŭm le corde si pizzicano con i polpastrelli, senza i plettri che di solito si usano nelle altre cetre asiatiche (come il koto o il guzheng). La mano destra suona le note, la mano sinistra modifica il suono emesso, producendo vibrazioni, rimbalzi, rilasci, flessioni.
Le tecniche di base impiegate nel kayagŭm sono il pizzicato, il colpo o schiocco, e il doppio colpo.
Il pizzicato (ttŭkki) si produce facendo vibrare la corda con il polpastrello, movimento che fa spostare la mano verso l’esterno, in direzione dello hyŏnch'im. 
Il colpo (t'winggigi) si esegue congiungendo il pollice e l’indice. In particolare, l’indice è leggermente spostato verso il centro del pollice. Mantenendo questa impostazione di fronte alla corda da suonare, l’indice compie un rapido ed energico movimento in avanti (schiocco) colpendo così la corda. La notazione musicale che si usa per indicarlo è un piccolo cerchio o uno zero, e di solito lo si impiega per ripetere una nota.
Il doppio colpo è indicato con la notazione "8 0" e consiste nel colpire la corda prima con il medio e poi con l’indice, mantenendo l’impostazione del t’winggigi. In questo caso quindi, oltre all’indice, anche il medio è congiunto al pollice e spostato leggermente verso il centro.
Nel chŏngak kayagŭm la tecnica della mano destra è relativamente semplice e delicata. Tre tecniche uniche di questo modello sono il ttŭl, il ssaraeng, e il sŭlkidong. Il ttŭl si esegue posizionando il pollice sotto la corda per poi colpirla con forza verso l’alto con l’unghia. Ssaraeng e sŭlkidong sono due modi di eseguire le ottave. La mano sinistra è piuttosto elaborata e si usa per creare varie sfumature di vibrato e per dare una sofisticata “piegatura” del suono. Ad esempio, nella tecnica detta “ch'usŏng” la corda si flette lentamente con il mignolo. In un’altra tecnica chiamata “apsŏng,” la corda si spinge verso il basso con un rapido movimento del dito, per poi tornare su in modo graduale.